# Кларк, Саймон
Са́ймон Кларк (англ. Simon Clark; род. 20 апреля 1958[…], Донкастер, Йоркшир и Хамбер) — британский писатель, работающий преимущественно в жанре хоррор.

## Биография
Родился в городе Донкастер, Саут-Йоркшир. В конце 1980-х годов начал публиковать свои первые рассказы в небольших фэнзинах; один из них продал на местный филиал BBC. Вскоре имя Кларка стало достаточно известным, что позволило ему объединить свои ранние рассказы в сборник и издать его в 1990 году под названием «Кровь и песок».
В настоящее время писатель по-прежнему живёт в родном Донкастере.

## Романы
Саймон Кларк является автором двадцати романов, в основном относящихся к жанрам хоррора и постапокалиптики. Некоторые из них объединены в серии. В частности, романы «Вампиррика», «Вампирровы обряды» и «Вампиррова победа»  — части запланированной трилогии, повествующей о том, как древненорвежские вампиры захватывают современный английский город. Продолжение романа «День триффидов» Джона Уиндема — «Ночь триффидов» — считается одним из лучших произведений автора.
- «Прикованный сердцем» (1995) — премия Брэма Стокера в номинации «Лучший дебютный роман»
- «Кровавая купель» (1995)
- «Создатель тьмы» (1996)
- «Царь Кровь» (1997)
- «Вампиррика» (1998)
- «Падение» (1998)
- «Древо Иуды» (1999)
- «Ночь триффидов» (2001) — Британская премия фэнтези
- «Чужак» (2002)
- «Вампирровы обряды» (2003)
- «В этой шкуре» (2004)
- «Башня» (2005)
- «Лондон под полуночью» (2006)
- «Владение Смерти» (2006)
- «Бешенство отголосков» (2007)
- «Арка Люцифера» (2007)
- «Человек полуночи» (2008)
- «Дитя возмездия» (2009)
- «Призрачное чудовище» (2009)

## Рассказы
Саймон Кларк опубликовал четыре сборника рассказов:
- «Кровь и песок» (1990)
- «Соляная змея» (1999)
- «Отель „Полночь“» (2005)
- «Полуночный базар» (2007)

## Другие произведения
Саймон Кларк известен также сотрудничеством с ирландской рок-группой U2, для которой некоторое время писал прозаические тексты.
Саймон Кларк написал сценарий "Кровь роботов" из шести эпизодов, в рамках анимационного сериала "Доктор Кто", но из-за закрытия сериала, сценарий не был воплощен на экране